# 12. armada (Wehrmacht)
Za druge 12. armade glejte 12. armada.
12. armada (izvirno nemško 12. Armee) je bila armada v sestavi Heera (Wehrmacht) med drugo svetovno vojno.

## Vojna služba
| Datum                        | Nadrejeno poveljstvo     | Področje (vir)   |
| december 1939 - julij 1940   | Armadna skupina A        | Zahodna fronta   |
| julij 1940                   | Armadna skupina C        | Zahodna fronta   |
| september 1940 - januar 1941 | Armadna skupina B        | Vzhodna fronta   |
| januar 1941 - april 1945     | Oberkommando des Heeres  | Balkanska fronta |
| april - maj 1945             | Armadna skupina Weichsel | Vzhodna fronta   |

s

## Organizacija

### Stalne enote
1939
- Korück 560
- Armee-Nachrichten-Regiment 521
- Armee-Nachschubführer 561

1945
- Höh. Arko AOK 12
- Nachrichten-Regiment 513
- Kartenstelle 591

### Dodeljene enote
December 1939
- VI. Armeekorps
- XVIII. Armeekorps
- III. Armeekorps
- 5. pehotna divizija
- 21. pehotna divizija
- 24. pehotna divizija
- 27. pehotna divizija
- 1. gorska divizija

10. maj 1940
- VI. Armeekorps
- XVIII. Armeekorps
- III. Armeekorps
- Panzergruppe Kleist
- 9. pehotna divizija
- 27. pehotna divizija

1. julij 1941
- XVIII. Armeekorps
- LXV. Armeekorps

2. januar 1942
- LXV. Armeekorps

1. december 1942
- Befehlshaber Serbien

30. april 1945
- XXXXVIII. Panzer Korps
- XXXI. Panzer Korps
- XXXIX. Panzer Korps
- XX. Armeekorps
- Korps Reimann
- 199. pehotna divizija

## Poveljstvo
Poveljnik
- Generalfeldmarschall Wilhelm List (25. oktober 1939–29. oktober 1941)
- General pionirjev Walter Kuntze (29. oktober 1941–8. avgust 1942)
- Generalpolkovnik Alexander Löhr (8. avgust 1942–31. december 1942)
- General tankovskih enot Walther Wenck (10. april 1945–8. maj 1945)